# Denise Samson
 (mars 2025).
Denise Samson (née en 1950 et morte en 1991) est une femme acadienne dont l'implication bénévole pour le développement de la communauté acadienne et francophone de la Nouvelle-Écosse, en particulier de la jeunesse et des femmes, suscite, quelques années après son décès, la création d'un certificat qui porte son nom

## Carrière
Denise Samson est originaire de Petit-de-Grat, en Nouvelle-Écosse. Elle obtient un baccalauréat ès Arts à l'Université de Moncton (1969 - 1972). Ensuite, elle poursuit ses études à l'Université d'Ottawa, où on lui décerne en 1975 une maîtrise en psychologie. 
De 1976-1978, elle devient professeur de psychologie à l'Université Sainte-Anne, et directrice des services de consultation et d'orientation auprès des étudiants. Elle consacre son temps libre à la formation des jeunes au sein de plusieurs associations.
En 1987, elle mène une étude intitulée Adolescence acadienne dont l'aboutissement est compromis par son état de santé fragile. Toutefois, la même année, elle devient présidente fondatrice de la Société de Presse acadienne.

## Implication communautaire
En 1978, elle est recrutée comme coordinatrice d'un programme jeunesse de la Fédération acadienne de la Nouvelle-Écosse et lance un programme de formation en leadership. Pendant les 3 années qui suivent, elle crée une équipe d'animateurs jeunesse dans différentes régions de l'Acadie, coordonne l'organisation des jeux de l'Acadie et met en place un parlement jeunesse. Ces actions augurent la création du Conseil jeunesse provincial de la Nouvelle-Écosse (CJP). 
À partir de 1981, elle prend les rênes de la  Fédération acadienne de la Nouvelle-Écosse et met sur pied plusieurs initiatives dans divers secteurs, notamment :
- l’obtention du centre de production de Radio-Canada à Halifax;
- les premières Journées acadiennes de Grand-Pré;
- la création de la Fédération des parents acadiens de la Nouvelle-Écosse (FPANÉ)[5];
- le programme de contestation judiciaire pour la revendication des droits linguistiques en Nouvelle-Écosse;
- En 1983 lors d'une rencontre provinciale, elle fonde l'Association des acadiennes de la Nouvelle Écosse, qui devient plus tard en 2004 lors du Sommet des femmes, la Fédération des femmes acadienne de la Nouvelle-Écosse;
- Gestion des crises scolaires Clare - Argyle et Chéticamp. Par la suite en 1988, le Conseil scolaire de Clare et Argyle l'embauche à titre de psychologue scolaire[6];
- Gestion de la mise sur pied d'un fond pour assurer la survie financière de Le Courrier de la Nouvelle-Écosse[7].

## Reconnaissance de la communauté
En avril 1992, l'Université Sainte-Anne, par la voix de son recteur Harley d'Entremont, la désigne comme l'une des 5 récipiendaires d'un doctorat honorifique à titre posthume de cette université,.
La Fédération des femmes acadiennes de la Nouvelle-Écosse crée le Certificat de mérite Denise Samson dans le but de reconnaître le dévouement d'une femme pour l’avancement de la cause des femmes acadiennes de la Nouvelle-Écosse à différents niveaux provincial ou national. Elle décerne ce certificat depuis 1999. Plusieurs récipiendaires en ont bénéficié, notamment Elaine (Saulnier) Thimot en 2019 et Glenda Doucet-Boudreau en 2023.
Au niveau national, elle s'implique dans les actions de la Fédération des jeunes Canadiens français et la Fédération des communautés acadiennes et francophones du Canada.